# Ostalgija
Ostalgija (njem. Ostalgie) njemački je izraz koji označava nostalgiju za životom u bivšoj Istočnoj Njemačkoj. Pojam je sastavljen iz riječi ost (hrv. „istok”) i Nostalgie (hrv. „nostalgija”).
Nakon pada Berlinskog zida godine 1989. i Njemačkog ujedinjenja u sljedećoj godini, većina predmeta koji su podsjećali na stari socijalistički režim bili su uklonjeni. U vrlo kratkim roku svi proizvodi iz DDR-a su nestali iz trgovina i zamijenjeni su zapadnim. S vremenom neki bivši građani Njemačke Demokratske Republike počeli su osjećati nostalgiju za određene aspekte života u Istočnoj Njemačkoj.
Ostalgija se posebice odnosi na nostalgiju za aspekte redovitog svakodnevnog života i kulture u bivšem DDR-u, koji je nestao nakon ponovnog ujedinjenja.
Mnoge tvrtke u Njemačkoj pružaju onima koji osjećaju ostalgiju artefakte koji ih podsjećaju na život pod starim režimom. Među njima i predmete koji su imitacije. Na raspolaganju su brandovi Istočno Njemačkih prehrambenih proizvoda, stari državni televizijski programi snimljeni na video i DVD, automobili Wartburg i Trabant itd. Osim toga život u DDR-u je bio predmet nekoliko filmova, uključujući i Leander Haussmannov Sonnenallee (1999.), Wolfgang Beckerov  Zbogom, Lenjine! (2003.), i Carsten Fiebelerov Kleinruppin forever (2004).

## Vanjske poveznice
- "Ostalgie", post from The New York Times
- "Germans miss the 'good old days' of the GDR ", France 24, October 3, 2008
- Criticism of historical transfiguration, English summary